# Truyện kinh dị Mỹ: Gánh xiếc quái dị
Truyện kinh dị Mỹ: Gánh xiếc quái dị (tựa gốc: American Horror Story: Freak Show) là mùa thứ tư của loại phim truyền hình kinh dị ngắn của đài FX: American Horror Story. Mùa phim mở màn vào ngày 8 tháng 10 năm 2014 và kết thúc ngày 21 tháng 1 năm 2015. Nội dung chủ yếu xảy ra tại Jupiter, Florida năm 1952, kể câu chuyện của một trong những gánh xiếc quái dị cuối cùng còn hoạt động tại Mỹ, và những nỗ lực để cứu vãn gánh hát của đoàn xiếc quái dị.
Đây là mùa phim đầu tiên không hoàn toàn độc lập với các mùa khác, với Lily Rabe, Naomi Grossman, và John Cromwell thể hiện tiếp vai diễn của họ trong mùa 2. Các diễn viên quay lại tham gia sau khi tham gia mùa ba bao gồm: Angela Bassett, Kathy Bates, Jamie Brewer, Frances Conroy, Grace Gummer, Danny Huston, Jessica Lange, Denis O'Hare, Sarah Paulson, Evan Peters, Emma Roberts, Gabourey Sidibe, và Mare Winningham. Ben Woolf cũng trở lại tham gia mùa phim này.
Như các phần trước, Gánh xiếc quái dị được giới phê bình đánh giá cao và có rating mạnh với tập mở màn thu hút con số người xem là 6.13 triệu người xem, cao nhất toàn serie vào lúc đó. Mùa phim giành 20 đề cử Emmy, với Giải Emmy cho phim truyền hình ngắn xuất sắc, và sáu đề cử diễn xuất cho Lange, O'Hare, Finn Wittrock, Paulson, Bassett, và Bates. Ngoài ra, Paulson còn thắng giải thưởng của giới phê bình cho nữ diễn viên phim truyền hình trong một phim truyền hình hoặc serie truyền hình ngắn tại lễ trao giải của giới phê bình lần thứ 5.

## Diễn viên và nhân vật

### Vai chính
- Sarah Paulson trong vai Bette and Dot Tattler
- Evan Peters trong vai Jimmy Darling
- Michael Chiklis trong vai Dell Toledo
- Frances Conroy trong vai Gloria Mott
- Denis O'Hare trong vai Stanley
- Emma Roberts trong vai Maggie Esmerelda
- Finn Wittrock trong vai Dandy Mott
- Angela Bassett trong vai Desiree Dupree
- Kathy Bates trong vai Ethel Darling
- Jessica Lange trong vai Elsa Mars

### Khách mời
- Celia Weston trong vai Lillian Hemmings
- Wes Bentley trong vai Edward Mordrake
- Gabourey Sidibe trong vai Regina Ross
- Danny Huston trong vai Massimo Dolcefino
- Neil Patrick Harris trong vai Chester Creb
- Matt Bomer trong vai Andy
- Lily Rabe trong vai Sơ Mary Eunice McKee

### Phụ
- Naomi Grossman trong vai Pepper
- Grace Gummer trong vai Penny
- John Carroll Lynch trong vai Hề Twisty
- Chrissy Metz trong vai Barbara/Ima Wiggles
- Skyler Samuels trong vai Bonnie Lipton
- Patti LaBelle trong vai Dora
- Lee Tergesen trong vai Vince
- Malcolm-Jamal Warner trong vai Angus T. Jefferson
- Jamie Brewer trong vai Marjorie
- Angela Sarafyan trong vai Alice
- Mare Winningham trong vai Rita Gayheart
- Matthew Glave trong vai Larry Gayheart
- David Burtka trong vai Michael Beck

### Khách mời
- Erika Ervin trong vai Amazon Eve
- Mat Fraser trong vai Paul the Illustrated Seal
- Jyoti Amge trong vai Ma Petite
- Rose Siggins trong vai Suzi không chân
- Christopher Neiman trong vai Salty
- Drew Rin Varick trong vai Toulouse
- Major Dodson trong vai Corey Bachman
- PJ Marshall trong vai Thám tử Colquitt
- Ben Woolf trong vai Meep
- Jerry Leggio trong vai Bác sĩ Bonham
- Dalton E. Gray trong vai Mike
- Shauna Rappold trong vai Lucy Creb
- Kathy Deitch trong vai Ethel lúc trẻ
- Edward Gelhaus trong vai Dell lúc trẻ
- John Cromwell trong vai Arthur Arden lúc trẻ[2][3]

## Các tập phim
| TT. tổng thể | TT. trong mùa phim | Tiêu đề                     | Đạo diễn            | Biên kịch                  | Ngày phát hành gốc   | Mã sản xuất | Người xem tại U.S. (triệu) |
| ------------ | ------------------ | --------------------------- | ------------------- | -------------------------- | -------------------- | ----------- | -------------------------- |
| 39           | 1                  | "Monsters Among Us"         | Ryan Murphy         | Ryan Murphy & Brad Falchuk | 8 tháng 10 năm 2014  | 4ATS01      | 6.13                       |
| 40           | 2                  | "Massacres and Matinees"    | Alfonso Gomez-Rejon | Tim Minear                 | 15 tháng 10 năm 2014 | 4ATS02      | 4.53                       |
| 41           | 3                  | "Edward Mordrake (Part 1)"  | Michael Uppendahl   | James Wong                 | 22 tháng 10 năm 2014 | 4ATS03      | 4.44                       |
| 42           | 4                  | "Edward Mordrake (Part 2)"  | Howard Deutch       | Jennifer Salt              | 29 tháng 10 năm 2014 | 4ATS04      | 4.51                       |
| 43           | 5                  | "Pink Cupcakes"             | Michael Uppendahl   | Jessica Sharzer            | 5 tháng 11 năm 2014  | 4ATS05      | 4.22                       |
| 44           | 6                  | "Bullseye"                  | Howard Deutch       | John J. Gray               | 12 tháng 11 năm 2014 | 4ATS06      | 3.65                       |
| 45           | 7                  | "Test of Strength"          | Anthony Hemingway   | Crystal Liu                | 19 tháng 11 năm 2014 | 4ATS07      | 3.91                       |
| 46           | 8                  | "Blood Bath"                | Bradley Buecker     | Ryan Murphy                | 3 tháng 12 năm 2014  | 4ATS08      | 3.30                       |
| 47           | 9                  | "Tupperware Party Massacre" | Loni Peristere      | Brad Falchuk               | 10 tháng 12 năm 2014 | 4ATS09      | 3.07                       |
| 48           | 10                 | "Orphans"                   | Bradley Buecker     | James Wong                 | 17 tháng 12 năm 2014 | 4ATS10      | 2.99                       |
| 49           | 11                 | "Magical Thinking"          | Michael Goi         | Jennifer Salt              | 7 tháng 1 năm 2015   | 4ATS11      | 3.11                       |
| 50           | 12                 | "Show Stoppers"             | Loni Peristere      | Jessica Sharzer            | 14 tháng 1 năm 2015  | 4ATS12      | 2.94                       |
| 51           | 13                 | "Curtain Call"              | Bradley Buecker     | John J. Gray               | 21 tháng 1 năm 2015  | 4ATS13      | 3.27                       |

## Tiếp nhận

### Ý kiến chuyên môn
American Horror Story: Freak Show nhận điểm Metacritic đạt 69 trên 100 dựa trên 19 đánh giá, cho kết quả "tương đối khả quan". Trang đánh giá Rotten Tomatoes báo cáo tỷ lệ tán dương là 79% với điểm trung bình 7.29/10 dựa trên 32 đánh giá. Trang này tổng hợp: "dù các khán giả mới có thể bị "dội" trước độ "dị khó đỡ" quen thuộc của phim, Freak Show vẫn hồi hộp nhờ hình thức và diễn viên xuất sắc."

## Âm nhạc
Các nhạc phẩm sau được trình diễn trong phim và có thể tải trên iTunes và Amazon.com sau khi phim chiếu trừ bản '"Heroes"' trong tập "Curtain Call".
| "Life on Mars?"                                                    | Jessica Lange | "Monsters Among Us" Pink Cupcakes" "Curtain Call" | - Bài hát của David Bowie - Phát hành 9/10/2014   |
| "Criminal"                                                         | Sarah Paulson | "Massacres and Matinees"                          | - Bài hát của Fiona Apple - Phát hành 15/10/2014  |
| "Gods and Monsters"                                                | Jessica Lange | "Edward Mordrake (Part 1)"                        | - Bài hát của Lana Del Rey - Phát hành 22/10/2014 |
| "September Song"                                                   | Jessica Lange | "Bullseye"                                        | - Bài hát của Kurt Weill - Phát hành 12/11/2014   |
| "Come as You Are"                                                  | Evan Peters   | "Test of Strength"                                | - Bài hát của Nirvana - Phát hành 19/11/2014      |
| Ghi chú: tất cả do hãng thu 20th Century Fox TV Records phát hành. |               |                                                   |                                                   |